# Batteria al nichel idrogeno

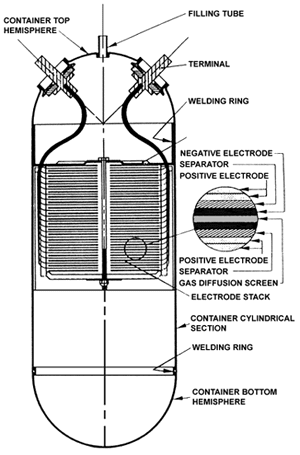

La batteria Nichel Idrogeno (NiH2 o Ni-H2) è un accumulatore elettrochimico ricaricabile basato sul nichel e sull'idrogeno. La differenza tra un accumulatore nichel-metallo idruro è l'uso dell'idrogeno in una cella pressurizzata fino a 1200 psi (82.7 bar).

## Storia
Lo sviluppo delle batterie Nichel Idrogeno iniziò nel 1970 a Comsat e furono usate per la prima volta nel 1977 a bordo dell'U.S. Navy's Navigation technology satellite-2 (NTS-2).

## Caratteristiche

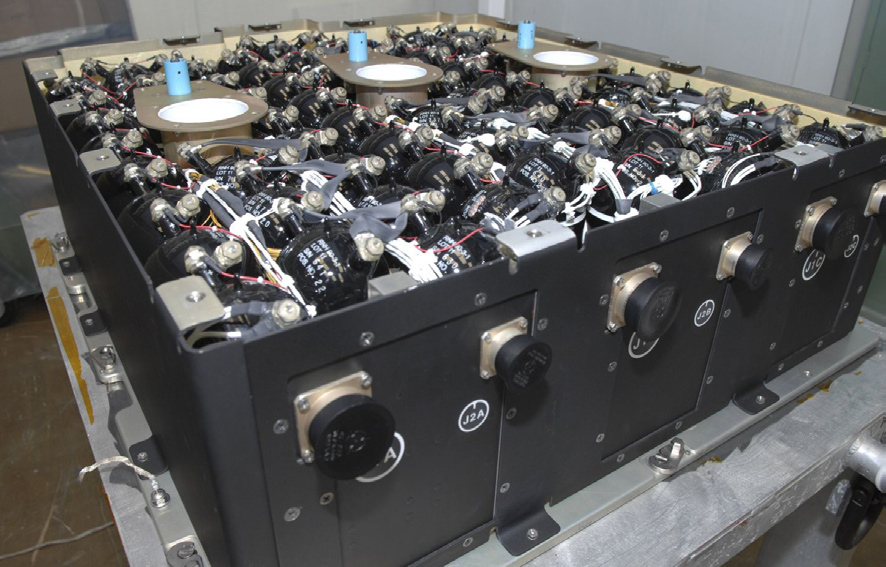
Batterie nickel-idrogeno per l'Hubble

Il catodo è formato da una placca porosa di nichel sinterizzata a secco, che contiene idrossido di nichel, l'elettrodo negativo di idrogeno utilizza del teflon ricoperto di nero di platino come catalizzatore, il separatore è una maglia di ossido di zirconio.
Le celle NiH2 che usano il 26% di idrossido di potassio (KOH) come elettrolita hanno mostrato un ciclo vitale di 15 anni o più all'80% di profondità di scarica (DOD).
La densità energetica è di 75 Wh/kg, 60 Wh/dm3 la potenza specifica è di 220 W/kg. Il voltaggio a circuito aperto è di 1,55 V, il voltaggio di scarica di 1,25 V, e il voltaggio sotto carico di 1,5 V.
Mentre la densità energetica è di solo un terzo rispetto alle batterie al litio, la proprietà specifica delle batterie al Nichel Idrogeno è la loro lunga durata: queste celle supportano oltre 20 000 cicli di ricarica all'85% di efficienza.
Le batterie al NiH2 posseggono ottime proprietà che le rendono interessanti per l'immagazzinamento di energia elettrica nei satelliti e nelle sonde spaziali. Per esempio, l'ISS, Mars Odyssey e il Mars Global Surveyor sono equipaggiati con batterie al nichel idrogeno. L'Hubble Space Telescope, quando le batterie originali furono sostituite nel maggio del 2009 oltre 19 anni dopo il lancio, ha portato il più alto numero di cicli di carica/scarica di ogni batteria NiH2 in orbita terrestre bassa.

## Elementi costruttivi
- Il serbatoio pressurizzato individuale (IPV) consiste in una singola unità di celle NiH2 in un serbatoio pressurizzato.[19]
- Il serbatoio pressurizzato comune (CPV) consiste in due celle NiH2 in serie in un serbatoio comune. Le CPV posseggono una energia specifica leggermente più elevata rispetto alle IPV.
- Il serbatoio pressurizzato singolo (SPV) combina oltre 22 celle in serie in un unico serbatoio sotto pressione.
- Il design bipolare è basato su un sottile elettrodo, positivo a negativo schiena contro schiena impilato in uno SPV.[20]
- Il serbatoio pressurizzato dipendente (DPV) offre un'alta energia specifica a bassi costi.[21]
- Il serbatoio pressurizzato comune/dipendente (C/DPV) è un ibrido tra celle CPV e DPV con un'alta efficienza volumetrica.[22]

Schemi
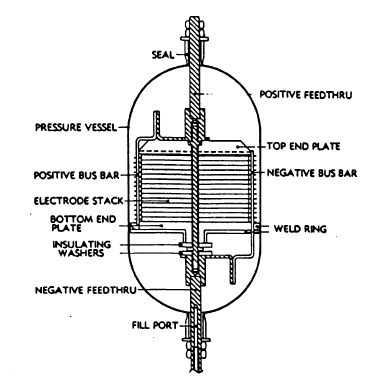
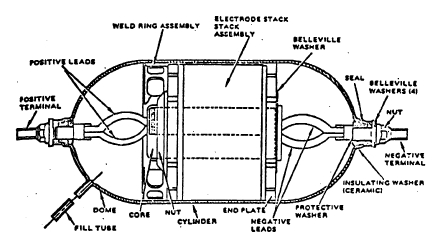
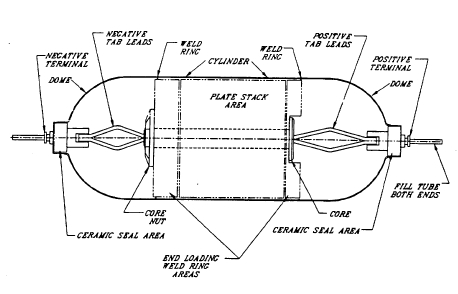
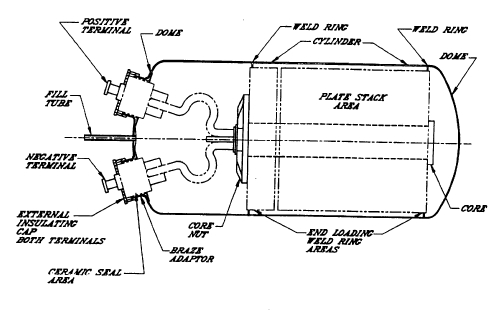
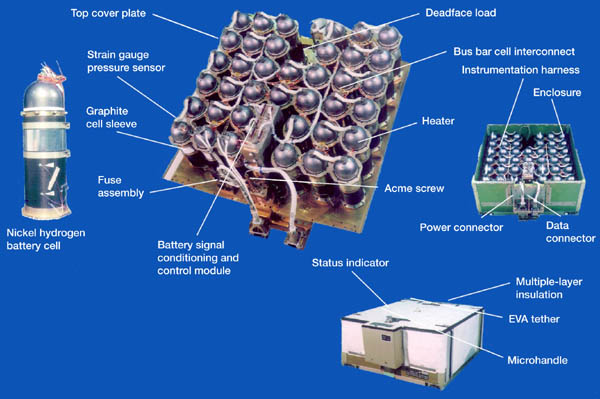